# 李瑞年 (油画家)
李瑞年（1910年—1985年），男，天津人，中国油画家、美术教育家，曾任北京师范大学教授、北京艺术学院教授。